# (1666) van Gent
(1666) van Gent es el asteroide número 1666 situado en el cinturón principal. Fue descubierto por el astrónomo Hendrik van Gent desde la estación meridional de Leiden en Johannesburgo, República Sudaficana, el 22 de julio de 1930. Su designación alternativa es 1930 OG. Está nombrado en honor del descubridor.